# International Champions Cup 2016
La International Champions Cup 2016 fue la 4ª edición de este torneo bajo su actual nombre, y en general la séptima edición de esta competencia organizada anualmente por la empresa estadounidense Relevent Sports Group, la cual reúne a los mejores clubes del mundo y sirve como preparación de cara a la temporada futbolística 2016-17. Se disputará entre el 22 de julio y 13 de agosto de 2016 en 3 zonas geográficas: Australia, China y Estados Unidos junto a Europa.
El torneo estará conformado por 16 clubes, los cuales jugaran (dependiendo de su zona) un total de entre 1 a 3 partidos cada uno. En caso de empate después de los 90 minutos reglamentarios, se ejecutara una tanda de penaltis en donde el ganador de esta obtendrá 2 puntos, mientras que al perdedor solo se le otorgara una unidad. Al finalizar todos los encuentros, el equipo mejor ubicado en cada una de las tablas regionales se proclamara campeón de su respectiva zona geográfica. Para determinar al mejor equipo de la competencia (aunque no se considere un título como tal) se tomaran en cuenta todos los partidos en general, en donde al club mejor posicionado se le adjudicara este logro.

## Sistema de puntuación
| Partido ganado | Partido ganado (penales) | Partido perdido (penales) | Partido perdido |
| -------------- | ------------------------ | ------------------------- | --------------- |
| 3 puntos       | 2 puntos                 | 1 punto                   | 0 puntos        |

## Equipos participantes

### Zona de Australia
| País                  | Equipo             | Ciudad    | Confederación | Liga           |
| --------------------- | ------------------ | --------- | ------------- | -------------- |
| Bandera de Inglaterra | Tottenham Hotspur  | Londres   | UEFA          | Premier League |
| Bandera de Italia     | Juventus           | Turín     | UEFA          | Serie A        |
| Bandera de España     | Atlético de Madrid | Madrid    | UEFA          | LaLiga         |
| Bandera de Australia  | Melbourne Victory  | Melbourne | AFC           | A-League       |

### Zona de China
| País                  | Equipo            | Ciudad     | Confederación | Liga           |
| --------------------- | ----------------- | ---------- | ------------- | -------------- |
| Bandera de Inglaterra | Manchester United | Mánchester | UEFA          | Premier League |
| Bandera de Inglaterra | Manchester City   | Mánchester | UEFA          | Premier League |
| Bandera de Alemania   | Borussia Dortmund | Dortmund   | UEFA          | Bundesliga     |

### Zona de Estados Unidos y Europa
| País                  | Equipo              | Ciudad    | Confederación | Liga                 |
| --------------------- | ------------------- | --------- | ------------- | -------------------- |
| Bandera de Inglaterra | Leicester City      | Leicester | UEFA          | Premier League       |
| Bandera de Alemania   | Bayern Múnich       | Múnich    | UEFA          | Bundesliga           |
| Bandera de España     | FC Barcelona        | Barcelona | UEFA          | LaLiga               |
| Bandera de España     | Real Madrid         | Madrid    | UEFA          | LaLiga               |
| Bandera de Italia     | AC Milan            | Milán     | UEFA          | Serie A              |
| Bandera de Italia     | FC Internazionale   | Milán     | UEFA          | Serie A              |
| Bandera de Inglaterra | Chelsea             | Londres   | UEFA          | Premier League       |
| Bandera de Francia    | París Saint-Germain | París     | UEFA          | Ligue 1              |
| Bandera de Escocia    | Celtic              | Glasgow   | UEFA          | Scottish Premiership |

## Sedes

### Australia
| Melbourne                |
| ------------------------ |
| Melbourne Cricket Ground |
| Capacidad: 100,024       |
|                          |

### China
| Pekín                     | Shanghái            | Shenzhen            |
| ------------------------- | ------------------- | ------------------- |
| Estadio Nacional de Pekín | Estadio de Shanghái | Estadio de Shenzhen |
| Capacidad: 80,000         | Capacidad: 56,842   | Capacidad: 32,500   |
|                           |                     |                     |

### Europa
| Glasgow           | Dublín            | Limerick          | Estocolmo         | Londres           |
| ----------------- | ----------------- | ----------------- | ----------------- | ----------------- |
| Celtic Park       | Estadio Aviva     | Thomond Park      | Friends Arena     | Wembley Stadium   |
| Capacidad: 60,411 | Capacidad: 51,700 | Capacidad: 25,600 | Capacidad: 50,000 | Capacidad: 90,000 |
|                   |                   |                   |                   |                   |

### Estados Unidos
| Ann Arbor          | Chicago           | Eugene                  | Columbus           | Santa Clara       |
| ------------------ | ----------------- | ----------------------- | ------------------ | ----------------- |
| Michigan Stadium   | Soldier Field     | Autzen Stadium          | Ohio Stadium       | Levi's Stadium    |
| Capacidad: 107,601 | Capacidad: 61,500 | Capacidad: 54,000       | Capacidad: 104,944 | Capacidad: 68,500 |
|                    |                   |                         |                    |                   |
| East Rutherford    | Pasadena          | Charlotte               | Minneapolis        | Carson            |
| MetLife Stadium    | Rose Bowl Stadium | Bank of America Stadium | U.S. Bank Stadium  | StubHub Center    |
| Capacidad: 82,500  | Capacidad: 90,888 | Capacidad: 75,412       | Capacidad: 73,000  | Capacidad: 27,000 |
|                    |                   |                         |                    |                   |

## Partidos

### Australia
| Equipos            | Pts | PJ | PG | Gp | Pp | PP | GF | GC | Dif |
| ------------------ | --- | -- | -- | -- | -- | -- | -- | -- | --- |
| Juventus           | 4   | 2  | 1  | 0  | 1  | 0  | 3  | 2  | +1  |
| Atlético de Madrid | 3   | 1  | 1  | 0  | 0  | 0  | 1  | 0  | 1   |
| Melbourne Victory  | 2   | 1  | 0  | 1  | 0  | 0  | 1  | 1  | 0   |
| Tottenham Hotspur  | 0   | 2  | 0  | 0  | 0  | 2  | 1  | 3  | -2  |

| 23 de julio de 2016, 19:00 (UTC+10) | Melbourne Victory                                                          | 1:1 (0:0) (4:3 p.)         | Juventus                                                                       | Melbourne Cricket Ground, Melbourne                         |                                                             |
|                                     | Jai Ingham 83'                                                             | Reporte                    | 58' Carlos Blanco                                                              | Asistencia: 43 347 espectadores Árbitro(s): Hiroyuki Kimura | Asistencia: 43 347 espectadores Árbitro(s): Hiroyuki Kimura |
|                                     |                                                                            | Tiros desde el punto penal |                                                                                |                                                             |                                                             |
|                                     | Carl Valeri · Jai Ingham · Alan Baró · Sebastian Pasquali · Scott Galloway |                            | Luca Marrone · Mattia Vitale · Roman Macek · Lorenzo Rosseti · Stefano Padovan |                                                             |                                                             |

| 26 de julio de 2016, 20:00 (UTC+10) | Juventus                | 2:1 (2:0) | Tottenham Hotspur | Melbourne Cricket Ground, Melbourne                      |                                                          |
|                                     | Dybala 6' · Benatia 14' | Reporte   | 67' Lamela        | Asistencia: 31 447 espectadores Árbitro(s): Ben Williams | Asistencia: 31 447 espectadores Árbitro(s): Ben Williams |

| 29 de julio de 2016, 20:00 (UTC+10) | Tottenham Hotspur | 0:1 (0:1) | Atlético de Madrid | Melbourne Cricket Ground, Melbourne                     |                                                         |
|                                     |                   | Reporte   | 40' Godín          | Asistencia: 42 107 espectadores Árbitro(s): Chris Beath | Asistencia: 42 107 espectadores Árbitro(s): Chris Beath |

* Nota: el 31 de julio se disputó en Geelong un partido amistoso entre Melbourne Victory y Atlético de Madrid, ganado por los australianos por 1-0, pero que no se consideró parte del torneo.

### China[3]
| Equipos           | Pts | PJ | PG | Gp | Pp | PP | GF | GC | Dif |
| ----------------- | --- | -- | -- | -- | -- | -- | -- | -- | --- |
| Borussia Dortmund | 4   | 2  | 1  | 0  | 1  | 0  | 5  | 2  | +3  |
| Manchester City   | 2   | 1  | 0  | 1  | 0  | 0  | 1  | 1  | +0  |
| Manchester United | 0   | 1  | 0  | 0  | 0  | 1  | 1  | 4  | -3  |

| 22 de julio de 2016, 20:00 (UTC+8) | Manchester United | 1:4 (0:2) | Borussia Dortmund                             | Estadio de Shanghái, Shanghái                       |                                                     |
|                                    | Mkhitaryan 59'    | Reporte   | 19' 86' Castro · 36' Aubameyang · 57' Dembélé | Asistencia: 38.285 espectadores Árbitro(s): Wang Di | Asistencia: 38.285 espectadores Árbitro(s): Wang Di |

| 25 de julio de 2016, 20:00 (UTC+8)                               | Manchester City | Cancelado | Manchester United | Estadio Nacional, Pekín |                     |
|                                                                  |                 | Reporte   |                   | Árbitro(s): Ma Ning     | Árbitro(s): Ma Ning |
| Dado que se ha cancelado un partido, no se otorgó ningún trofeo. |                 |           |                   |                         |                     |

| 28 de julio de 2016, 20:00 (UTC+8) | Borussia Dortmund                                                             | 1:1 (0:0) (5:6 p.)         | Manchester City                                                                                   | Estadio de Shenzhen, Shenzhen                       |                                                     |
|                                    | Pulisic 90'+6'                                                                | Reporte                    | 79' Kun Agüero                                                                                    | Asistencia: 32 008 espectadores Árbitro(s): Fu Ming | Asistencia: 32 008 espectadores Árbitro(s): Fu Ming |
|                                    |                                                                               | Tiros desde el punto penal |                                                                                                   |                                                     |                                                     |
|                                    | Passlack · Kagawa · Castro · Burnic · Pulisic · Hober · Bruun Larsen · Merino |                            | Aleix García · Adarabioyo · Fernandinho · David Silva · Kun Agüero · Nolito · Sterling · Angelino |                                                     |                                                     |

### Estados Unidos - Europa
| Equipos             | Pts. | PJ | PG | Gp | Pp | PP | GF | GC | Dif. |
| ------------------- | ---- | -- | -- | -- | -- | -- | -- | -- | ---- |
| París Saint-Germain | 9    | 3  | 3  | 0  | 0  | 0  | 10 | 2  | +8   |
| Liverpool           | 6    | 3  | 2  | 0  | 0  | 1  | 6  | 1  | +5   |
| Barcelona           | 6    | 3  | 2  | 0  | 0  | 1  | 7  | 7  | 0    |
| Chelsea             | 6    | 3  | 2  | 0  | 0  | 1  | 6  | 4  | 2    |
| Real Madrid         | 6    | 3  | 2  | 0  | 0  | 1  | 5  | 5  | 0    |
| Bayern Múnich       | 4    | 2  | 2  | 0  | 2  | 0  | 7  | 4  | +3   |
| Internazionale      | 3    | 3  | 1  | 0  | 0  | 2  | 2  | 7  | -3   |
| Leicester City      | 2    | 2  | 0  | 1  | 0  | 1  | 1  | 5  | -4   |
| Milan               | 2    | 2  | 0  | 1  | 0  | 1  | 3  | 5  | -2   |
| Celtic              | 1    | 3  | 0  | 0  | 1  | 2  | 2  | 4  | -4   |

Nota: Gp = Ganado por penales Pp = Perdido por penales.

#### Partidos enEuropa
| 23 de julio de 2015, 17:30 (UTC+1) | Celtic                                                                                         | 1:1 (0:0) (5:6 p.)         | Leicester City                                                                   | Celtic Park, Glasgow                                    |                                                         |
|                                    | Eoghan O'Connel 59'                                                                            | Reporte                    | 46' Mahrez                                                                       | Asistencia: 32 658 espectadores Árbitro(s): John Beaton | Asistencia: 32 658 espectadores Árbitro(s): John Beaton |
|                                    |                                                                                                | Tiros desde el punto penal |                                                                                  |                                                         |                                                         |
|                                    | Nadir Çiftçi · Stefan Johansen · Scott Allan · Eoghan O'Connel · Ryan Christie · James Forrest |                            | Fuchs · Marcin Wasilewski · Drinkwater · Ben Chilwell · Okazaki · Daniel Amartey |                                                         |                                                         |

| 30 de julio de 2016, 18:00 (UTC+1) | Barcelona                                 | 3:1 (3:1) | Celtic        | Estadio Aviva, Dublín                                  |                                                        |
|                                    | Arda 11' · Ambrose 31' (a.g.) · Munir 41' | Reporte   | 29' Griffiths | Asistencia: 47 900 espectadores Árbitro(s): Neil Doyle | Asistencia: 47 900 espectadores Árbitro(s): Neil Doyle |

| 3 de agosto de 2016, 20:00 (UTC+2) | Barcelona                               | 4:2 (3:0) | Leicester City | Friends Arena, Estocolmo                                         |                                                                  |
|                                    | Munir 26' 45' · Suárez 34' · Mújica 84' | Reporte   | 47' 66' Musa   | Asistencia: 42 879 espectadores Árbitro(s): Martin Strömbergsson | Asistencia: 42 879 espectadores Árbitro(s): Martin Strömbergsson |

| 6 de agosto de 2016, 17:00 (UTC+1) | Liverpool                                                    | 4:0 (1:0) | Barcelona | Wembley Stadium, Londres                                    |                                                             |
|                                    | Mané 15' · Mascherano 47' (a.g.) · Origi 48' · Grujić 90'+3' | Reporte   |           | Asistencia: 89 845 espectadores Árbitro(s): Martin Atkinson | Asistencia: 89 845 espectadores Árbitro(s): Martin Atkinson |

| 13 de agosto de 2016, 17:00 (UTC+1) | Internazionale                | 2:0 (1:0) | Celtic | Thomond Park, Limerick |                 |
|                                     | Éder Goal 45+1 />Candreva 71' |           |        | Árbitro(s): TBA        | Árbitro(s): TBA |

#### Partidos enEstados Unidos
| 24 de julio de 2016, 14:00 (UTC-7) | Internazionale | 1:3 (1:1) | París Saint-Germain          | Autzen Stadium, Eugene                                   |                                                          |
|                                    | Jovetić 45'+3' | Reporte   | 14' 87' Aurier · 61' Kurzawa | Asistencia: 24 157 espectadores Árbitro(s): Jair Marrufo | Asistencia: 24 157 espectadores Árbitro(s): Jair Marrufo |

| 27 de julio de 2016, 19:30 (UTC-4) | Real Madrid | 1:3 (1:3) | París Saint-Germain                 | Ohio Stadium, Columbus                                      |                                                             |
|                                    | Marcelo 44' | Reporte   | 2' Jonathan Ikoné · 35' 40' Meunier | Asistencia: 86 641 espectadores Árbitro(s): Hilario Grajeda | Asistencia: 86 641 espectadores Árbitro(s): Hilario Grajeda |

Audi Football Summit 2016
| 27 de julio de 2016, 20:00 (UTC-5) | Bayern Múnich                   | 3:3 (2:1) (3:5 p.)         | Milan                                           | Soldier Field, Chicago                                  |                                                         |
|                                    | Ribéry 29' 90' · Alaba 38'      | Reporte                    | 25' Niang · 49' Bertolacci · 61' Kucka          | Asistencia: 44 826 espectadores Árbitro(s): Mark Geiger | Asistencia: 44 826 espectadores Árbitro(s): Mark Geiger |
|                                    |                                 | Tiros desde el punto penal |                                                 |                                                         |                                                         |
|                                    | Lahm · Alaba · Bernat · Rafinha |                            | Honda · Matri · Kucka · Romagnoli · Bonaventura |                                                         |                                                         |

| 27 de julio de 2016, 20:00 (UTC-7) | Chelsea                             | 1:0 (1:0) | Liverpool | Rose Bowl Stadium, Pasadena                                  |                                                              |
|                                    | Gary Cahill 10' · Cesc Fàbregas 70' | Reporte   |           | Asistencia: 53 117 espectadores Árbitro(s): Baldomero Toledo | Asistencia: 53 117 espectadores Árbitro(s): Baldomero Toledo |

| 30 de julio de 2016, 15:00 (UTC-4) | Real Madrid                   | 3:2 (3:0) | Chelsea           | Michigan Stadium, Ann Arbor                                   |                                                               |
|                                    | Marcelo 18' 26' · Mariano 37' | Reporte   | 79' 90'+1' Hazard | Asistencia: 105 826 espectadores Árbitro(s): Younes Marrakchi | Asistencia: 105 826 espectadores Árbitro(s): Younes Marrakchi |

Audi Football Summit 2016
| 30 de julio de 2016, 17:00 (UTC-4) | Internazionale | 1:4 (0:4) | Bayern Múnich                 | Bank of America Stadium, Charlotte                        |                                                           |
|                                    | Icardi 90'     | Reporte   | 7' 30' 35' Green · 13' Ribéry | Asistencia: 53 629 espectadores Árbitro(s): Mark Kadlecik | Asistencia: 53 629 espectadores Árbitro(s): Mark Kadlecik |

| 30 de julio de 2016, 19:00 (UTC-7) | Liverpool               | 2:0 (0:0) | Milan | Levi's Stadium, Santa Clara                             |                                                         |
|                                    | Origi 59' · Firmino 73' | Reporte   |       | Asistencia: 30 758 espectadores Árbitro(s): Kevin Stott | Asistencia: 30 758 espectadores Árbitro(s): Kevin Stott |

| 30 de julio de 2016, 20:30 (UTC-7) | París Saint-Germain                              | 4:0 (2:0) | Leicester City | Stubhub Center, Carson                                    |                                                           |
|                                    | Cavani 26' · Ikoné 45' · Lucas 64' · Édouard 90' | Reporte   |                | Asistencia: 25 667 espectadores Árbitro(s): Ismail Elfath | Asistencia: 25 667 espectadores Árbitro(s): Ismail Elfath |

Audi Football Summit 2016
| 3 de agosto de 2016, 19:30 (UTC-4) | Bayern Múnich | 0:1 (0:0) | Real Madrid | MetLife Stadium, East Rutherford                          |                                                           |
|                                    |               | Reporte   | 79' Danilo  | Asistencia: 82,012 espectadores Árbitro(s): Jaime Herrera | Asistencia: 82,012 espectadores Árbitro(s): Jaime Herrera |

| 3 de agosto de 2016, 20:00 (UTC-5) | Milan           | 1:3 (1:1) | Chelsea                    | U.S. Bank Stadium, Minneapolis                              |                                                             |
|                                    | Bonaventura 38' | Reporte   | 24' Traoré · 70' 87' Oscar | Asistencia: 64,101 espectadores Árbitro(s): Edvin Jurisevic | Asistencia: 64,101 espectadores Árbitro(s): Edvin Jurisevic |

#### Clasificaciones por continente
Estados Unidos
| Equipos             | Pts | PJ | PG | Gp | Pp | PP | GF | GC | Dif |
| ------------------- | --- | -- | -- | -- | -- | -- | -- | -- | --- |
| París Saint-Germain | 9   | 3  | 3  | 0  | 0  | 0  | 10 | 2  | +8  |
| Real Madrid         | 6   | 3  | 2  | 0  | 0  | 1  | 5  | 5  | 0   |
| Bayern Múnich       | 4   | 2  | 1  | 0  | 1  | 0  | 7  | 4  | +3  |
| Liverpool           | 3   | 2  | 1  | 0  | 0  | 1  | 2  | 1  | +1  |
| Chelsea             | 3   | 2  | 1  | 0  | 0  | 1  | 3  | 3  | 0   |
| Milan               | 2   | 2  | 0  | 1  | 0  | 1  | 3  | 5  | -2  |
| Leicester City      | 0   | 1  | 0  | 0  | 0  | 1  | 0  | 4  | -4  |
| Internazionale      | 0   | 2  | 0  | 0  | 0  | 2  | 2  | 7  | -5  |

Europa
| Equipos        | Pts | PJ | PG | Gp | Pp | PP | GF | GC | Dif |
| -------------- | --- | -- | -- | -- | -- | -- | -- | -- | --- |
| Barcelona      | 6   | 2  | 2  | 0  | 0  | 0  | 7  | 3  | +4  |
| Leicester City | 2   | 1  | 0  | 1  | 0  | 0  | 1  | 1  | 0   |
| Celtic         | 1   | 2  | 0  | 0  | 1  | 1  | 2  | 4  | -2  |
| Liverpool      | 0   | 0  | 0  | 0  | 0  | 0  | 0  | 0  | 0   |
| Internazionale | 0   | 0  | 0  | 0  | 0  | 0  | 0  | 0  | 0   |

## Cuadro de Honor

### Campeones
| Estados Unidos y Europa | Australia | China           |
| ----------------------- | --------- | --------------- |
| París Saint-Germain     | Juventus  | Ningún campeon* |

* Nota: Dado que se ha suspendido un partido en la zona de China, no se otorgará ningún trofeo.
Campeón del torneo computando los partidos celebrados únicamente en suelo europeo o americano
| Europa           | Estados Unidos              |
| ---------------- | --------------------------- |
| España Barcelona | Francia Paris Saint Germain |

### Máximos goleadores
| Jugador        | Club                | Goles |
| -------------- | ------------------- | ----- |
| Franck Ribéry  | Bayern Múnich       | 3     |
| Marcelo        | Real Madrid         | 3     |
| Julian Green   | Bayern Múnich       | 3     |
| Thomas Meunier | París Saint-Germain | 2     |
| Serge Aurier   | París Saint-Germain | 2     |
| Gonzalo Castro | Borussia Dortmund   | 2     |

| Predecesor: 2015 | International Champions Cup ex World Football Challenge 2016 | Sucesor: 2017 |